# William Hamlyn-Harris
William Hamlyn-Harris (ur. 14 stycznia 1978 w Port Vila) – australijski lekkoatleta specjalizujący się w rzucie oszczepem.
W 2003 roku zdobył brązowy medal uniwersjady w Daegu. W 2006 roku w Melbourne zajął drugie miejsce w Igrzyskach Wspólnoty Narodów osiągając wynik 79,89. Uczestnik pucharu świata w 2002 roku. W 2004, bez powodzenia, startował w igrzyskach olimpijskich. Mistrz Australii w 2001 i 2004 roku. Rekord życiowy: 85,60 (31 stycznia 2004, Canberra).

## Progresja wyników
| Rok  | Wynik | Data        | Miejsce   |
| ---- | ----- | ----------- | --------- |
| 2001 | 77,23 | 19 grudnia  | Canberra  |
| 2002 | 79,52 | 8 lutego    | Canberra  |
| 2003 | 81,82 | 9 marca     | Sydney    |
| 2004 | 85,60 | 31 stycznia | Canberra  |
| 2006 | 79,89 | 25 marca    | Melbourne |
| 2007 | 71,61 | 4 lutego    | Sydney    |
| 2008 | 74,96 | 26 stycznia | Canberra  |